# Blindé moyen sur roues
Pour les articles homonymes, voir BMR.
Le Pegaso 3560 BMR (Blindado Medio sobre Ruedas), est un véhicule de transport de troupes à 6 roues fabriqué en Espagne par Pegaso. Le modèle d'origine, baptisé Pegaso BMR-600 a été fabriqué en version transport de troupes, équipé de mortiers de 81 et 120 et en ambulance. Il n'est pas amphibie, son prototype n'ayant pas été retenu. La version actuelle se nomme BMR M1.

## Histoire
L'étude de ce véhicule militaire a débuté en 1972 sur commande de l'armée espagnole. Il sera testé pendant 4 ans et sa production démarre en 1979.
Il fait partie des véhicules déployés par le corps expéditionnaire égyptien durant la deuxième guerre du Golfe.
Le 29 mai 1994, un programme de modernisation portant sur les 646 exemplaires en service dans l'armée espagnole a été mis en chantier, réalisé conjointement par Santa Bárbara Sistemas et Parque y Centro de Mantenimiento de Sistemas Acorazados (PCMSA). L'objectif étant de remplacer le moteur qui équipait des véhicules, l'ancien moteur diesel turbo Pegaso 9157/8 développant 306 ch par le Scania DS9 61A MIL développant 310 ch, de cylindrée inférieure. Le programme a permis aux véhicules de rester opérationnels jusqu'en 2015. Ils ont été renommés BMR 600M1.
Les conditions d’emploi de ces véhicules ont été significativement restreintes dans l'armée espagnole à la suite de l’explosion d'une bombe télécommandée contre un blindé de ce type du contingent espagnol de la Force intérimaire des Nations unies au Liban causant la mort de 6 soldats le 24 juin 2007. 
Ils sont remplacés au début des années 2020 par le véhicule de combat d'infanterie sur roues VCR 8 × 8 « Dragón », basé sur le Mowag Piranha V commandé à 348 exemplaires en août 2020.

## Pays de mise en service

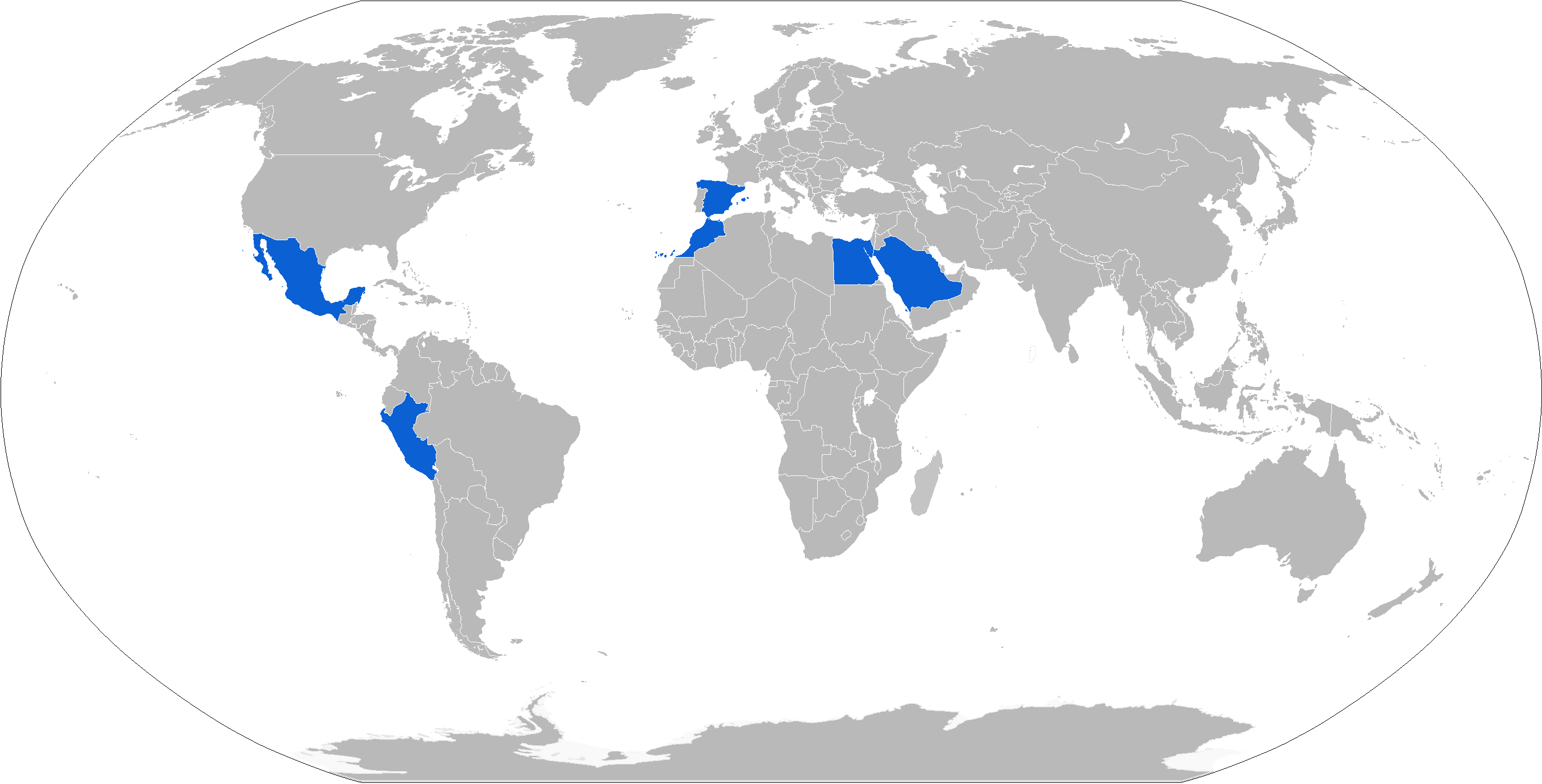
Opérateurs du Pegaso BMR en bleu

Exporté dans différents pays et encore en service au sein des armées de :
- Espagne : 682 unités.
- Égypte : 260 unités livrées à partir de 1984.
- Arabie saoudite : Infanterie de marine: 140 unités livrées en 1985[5].
- Pérou : Infanterie de marine: 25 unités[5].

## Versions en Espagne
- BMR 3560.50 (BMR-PP) (Porte Personnel). Équipée d'une mitrailleuse de calibre 12,70 mm Browning M2HB montée sur une tourelle biplace TC-3A1 ou un lance-grenades automatique LAG 40. En passe d'être convertie à la version BMR-M1A.
- BMR EDEX (Équipe de désactivation d'explosifs) - Version du BMR en véhicule de déminage pour la désactivation d'explosifs (EOD/Explosive Ordnance Disposal), avec la partie arrière surélevée, tout comme les versions ambulance et poste de commandement.
- BMR C/C MILAN - chasseur de char équipée du missile filoguidé MILAN.
- BMR C/C TOW - chasseur de char équipée du lance-missiles BGM-71 TOW.
- BMR VCZ (Véhicule de combat de sapeurs) - Équipée d'une lame, d'un cabestan de 7 tonnes de force de traction.
- BMR VRAC-NBQ (Véhicule de reconnaissance de zones contaminées) - Véhicule de reconnaissance de risques NRBC (Véhicule de détection, identification et prélèvement).
- BMR GEL (Guerre électronique) - Véhicule de guerre électronique.
- BMR 3560.51 (BMR-PC) (Poste de commandement) - Véhicule poste de commandement, avec la partie arrière surélevée.
- BMR 3560.53E (BMR-PM-81) (Porte-mortier) - mortier automoteur ECIA L-65/81 de 81 mm, qui pourra voir une intégration temporaire du Patria NEMO en attendant que le Dragon (véhicule blindé) soit pleinement opérationnel[6].
- BMR 3560.54 (BMR AMB) (Ambulance) - Ambulance, avec partie arrière surélevée.
- BMR 3560.55 (BMR-Recup) (Dépannage) - Véhicule de dépannage léger et de maintenance, équipé de grue, de cabestan et de barres de remorques.
- BMR 3560.56 (BMR Mercurio 2000) - Véhicule de transmissions militaires.
- BMR 3560.59E (BMR-PM-120) (Porte-mortier) - mortier automoteur ECIA L-65/120 de 120 mm.

Projets militaires avortés
- BMR 3560.57 - Chasseur de char équipé de missiles HOT. N'a pas passé la phase de prototypage.
- VMA (Véhicule mécanisé amphibie) - Conçu pour l'infanterie de marine, n'a pas passé la phase de prototypage. À sa place, le Mowag Piranha IIIC a été acquis.

## Galerie d'images

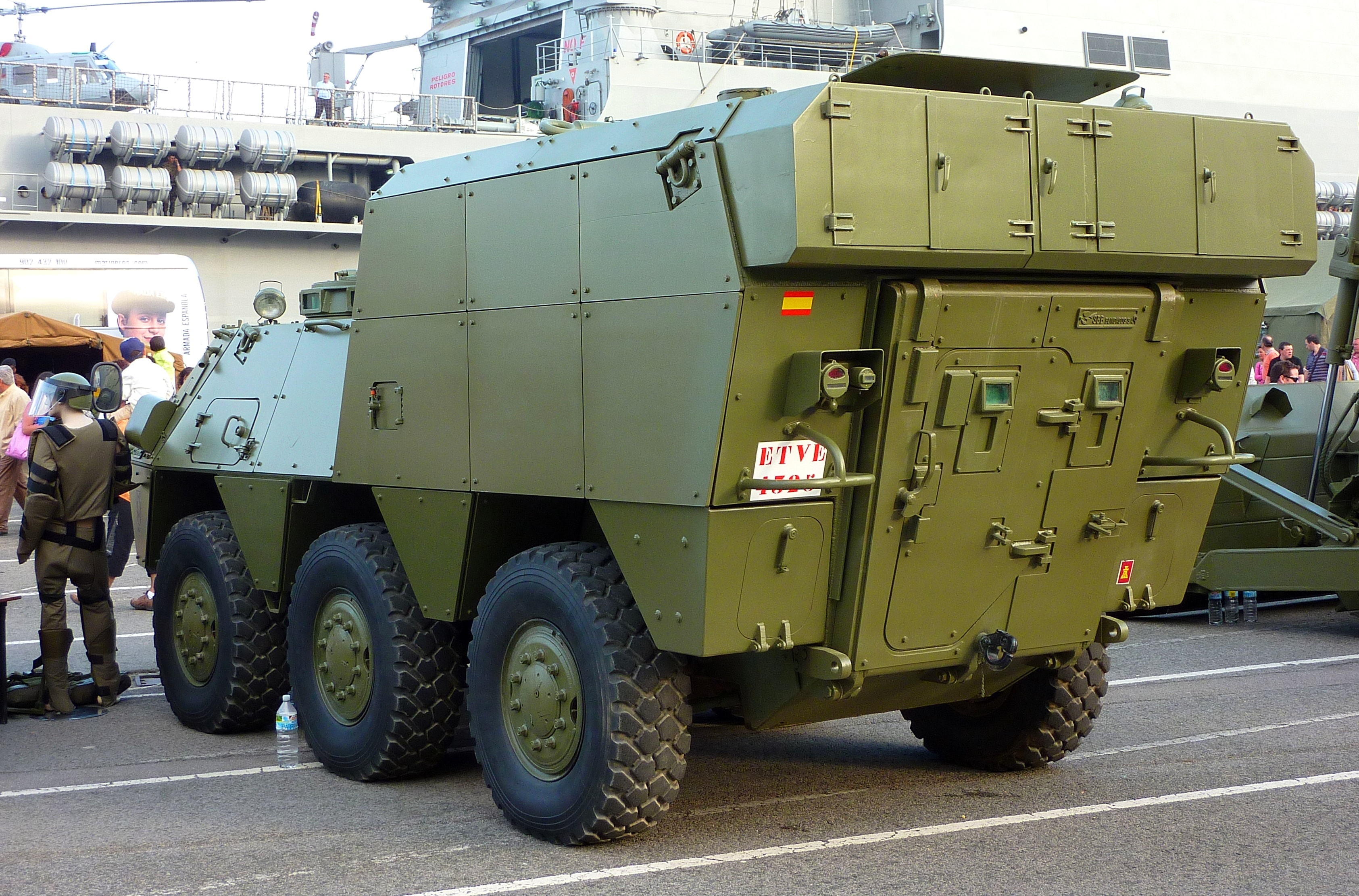
BMR-M1 EDEX, Espagne
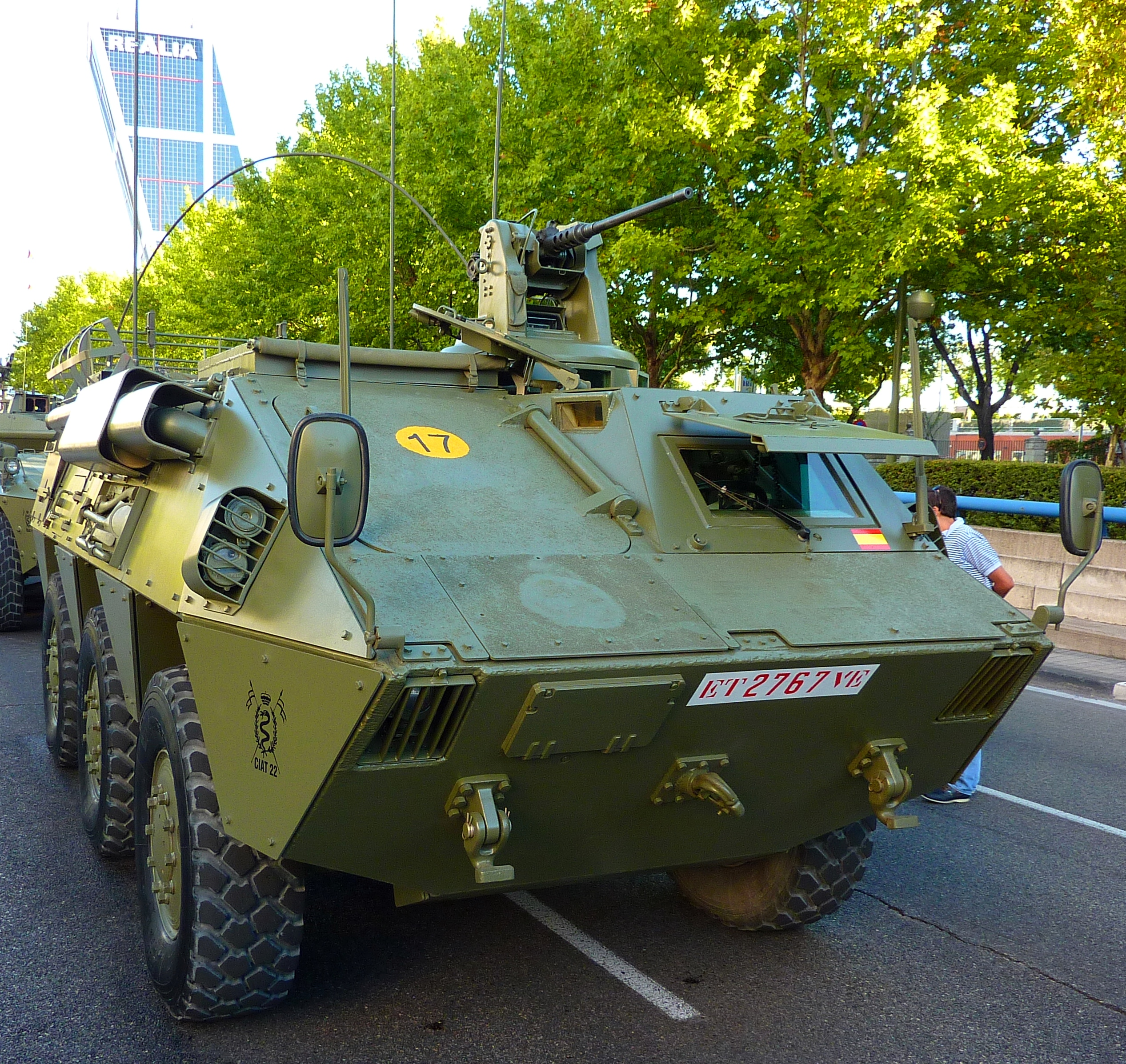
BMR-M1 Mercurio 2000, Espagne
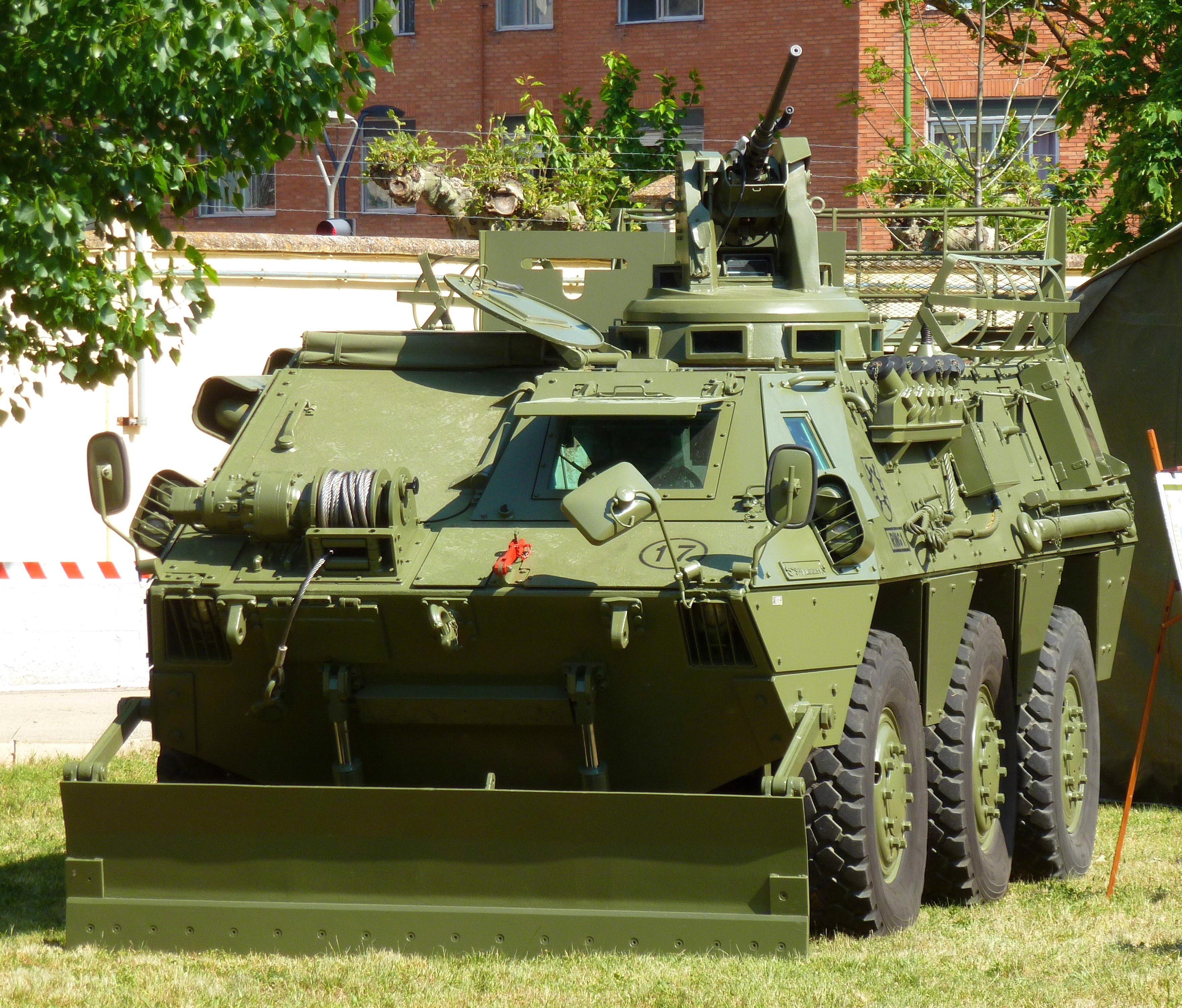
BMR-M1 VCZ de sapeur
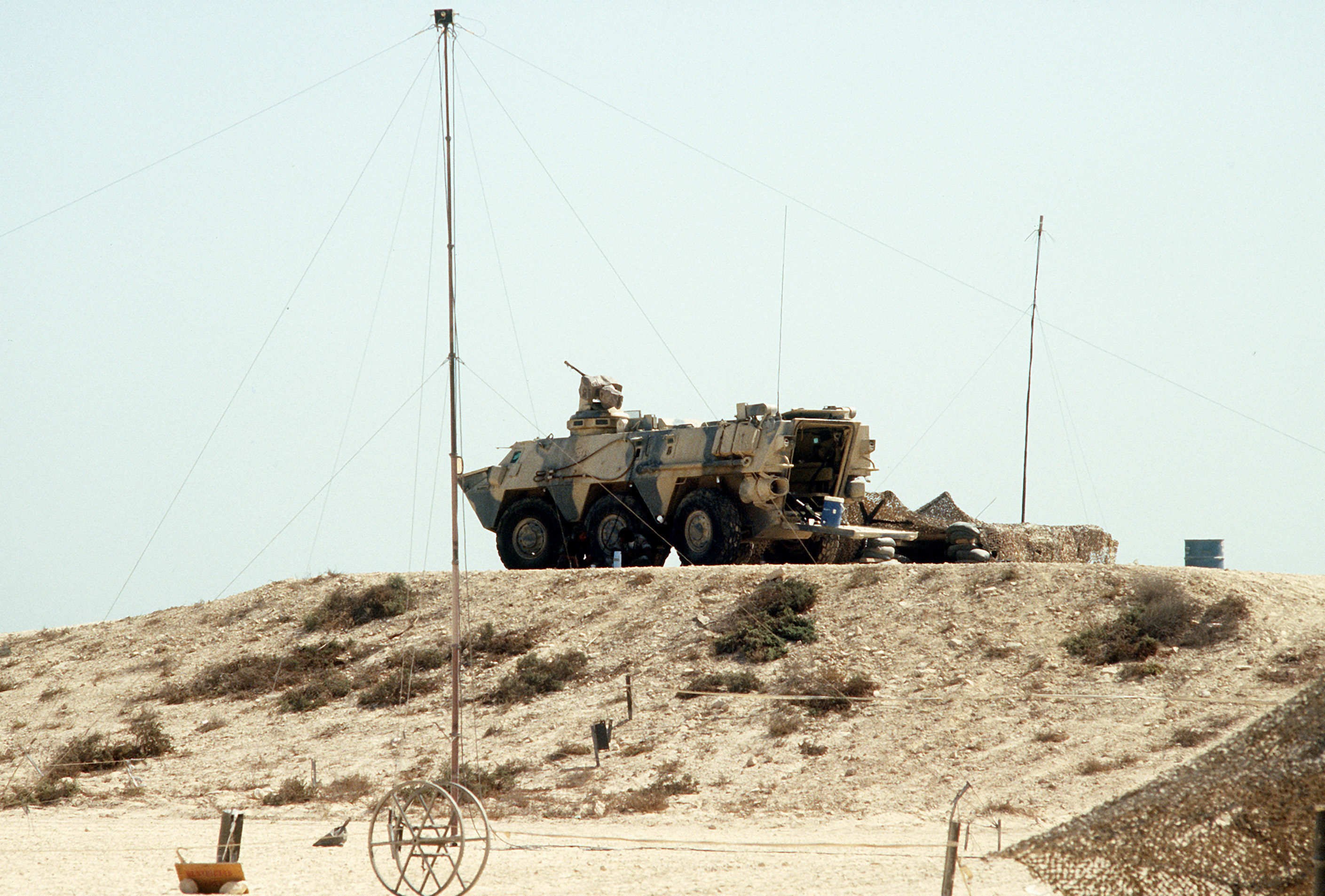
BMR-600 de l'armée égyptienne en avril 1991
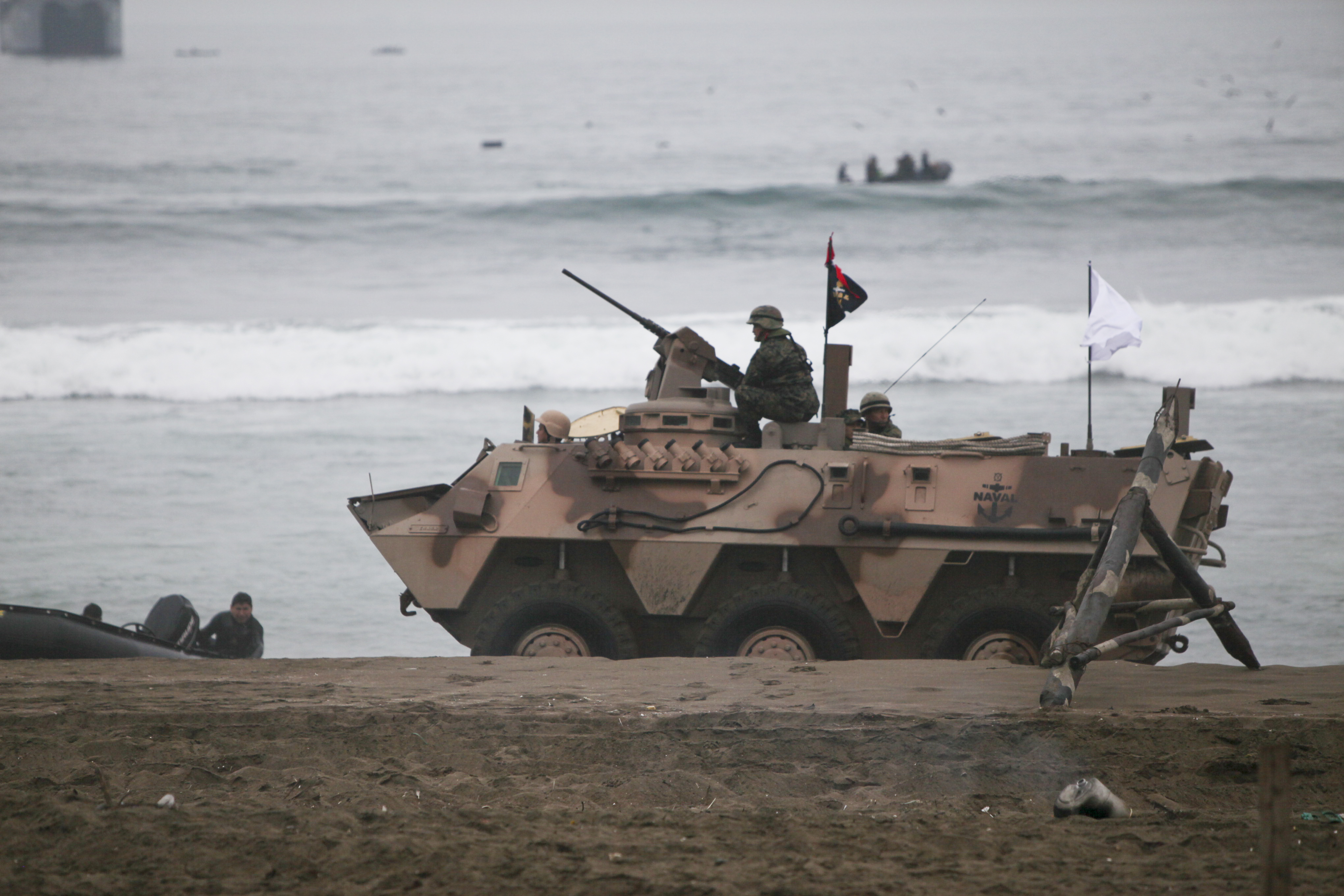
BMR-600, Pérou.

## Culture populaire
- Le Blindé moyen sur roues apparaît dans le film Black Widow, où il est utilisé dans une course-poursuite entre la Veuve noire et Taskmaster.